# Branchiosyllis bathyalis
Branchiosyllis bathyalis är en ringmaskart som först beskrevs av Kirkegaard 1995.  Branchiosyllis bathyalis ingår i släktet Branchiosyllis och familjen Syllidae. Inga underarter finns listade i Catalogue of Life.